# Bewerlohmoor
Das Bewerlohmoor ist ein Naturschutzgebiet in der schleswig-holsteinischen Gemeinde Wiemersdorf im Kreis Segeberg. Zuständige untere Naturschutzbehörde ist der Kreis Segeberg.
Das Naturschutzgebiet liegt nördlich von Bad Bramstedt und östlich von Kellinghusen in einem landwirtschaftlich geprägten Gebiet. Es stellt eine kleine, mit Bäumen bestandete Moorfläche unter Schutz. Das Gebiet entwässert über Wiemersdorfer und Brokstedter Au zur Stör.
Das Naturschutzgebiet wird vom Landesjagdverband Schleswig-Holstein betreut.